# 河南省铁路运输
本条目介绍的是中华人民共和国河南省的铁路系统。

## 普速铁路

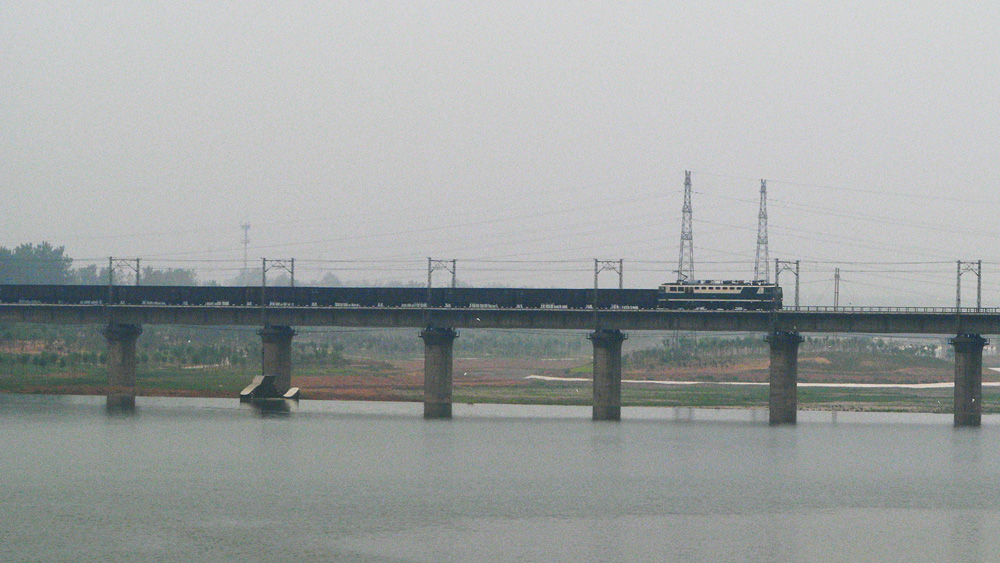
焦柳铁路伊河大桥

河南省内的普铁干线现已形成“四横三纵”的铁路网，截至2005年底，河南普速铁路总里程为3761公里。
河南境内的普速铁路（国铁）如下：

### 纵向
- 京广铁路
- 焦柳铁路(洛湛铁路)
- 京九铁路
- 太焦铁路
- 侯月铁路

### 横向
- 陇海铁路
- 宁西铁路
- 新月铁路
- 新兖铁路
- 孟平铁路
- 安李铁路
- 汤鹤铁路
- 洛宜铁路
- 新密铁路
- 瓦日铁路

### 规划和建设中
- 运三铁路
- 丹西铁路
- 兰菏铁路
- 蒙西铁路
- 衡潢铁路

## 客运专线

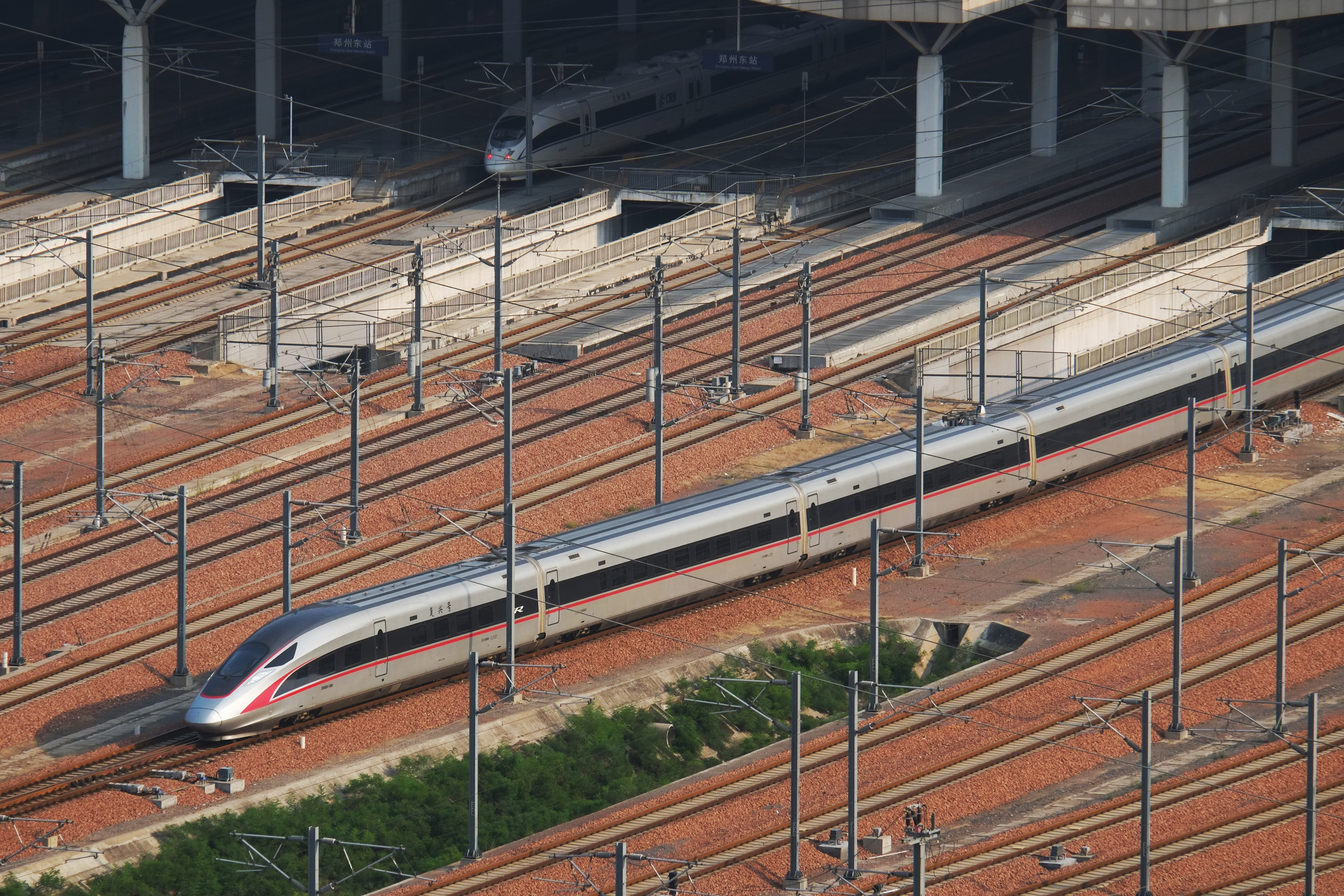
CR400AF型动车组驶出郑州东站

河南省内已建成和建设中的客运专线以郑州为中心，呈“十”字形分布。按照河南省和中央有关部门的规划，未来河南将形成以郑州为中心，呈“米”字形分布，通达周边各个省会城市和中央直辖市的高速铁路网。2023年12月8日，郑州米字形高速铁路网正式形成。

### 运营中线路
- 京广高速铁路
- 徐兰高速铁路
- 郑渝高速铁路
- 郑阜高速铁路
- 商杭客运专线
- 太焦高速铁路
- 济郑高速铁路（郑州-濮阳-济南）

## 城际铁路

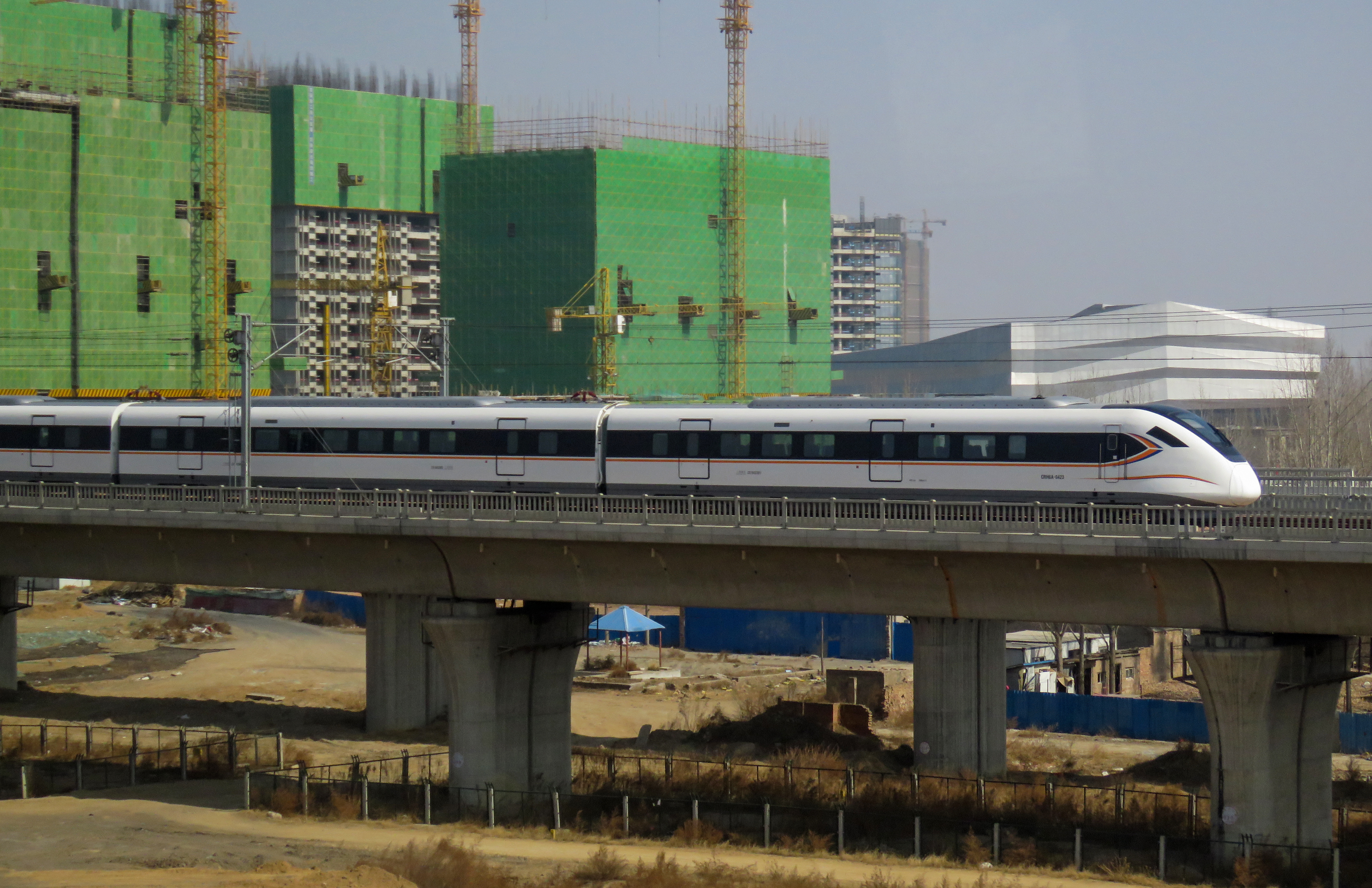
CRH6A型动车组行驶于郑机城际铁路

河南省的城际铁路系统以郑州为中心，洛阳为副中心，辐射中原城市群各个城市，规划建设合计里程约496公里，形成以京广、陇海为主轴、连接城市群地区主要城市的“‘十’字加半环线”网络构架。远景展望城市群外围各城市间的环形联络线和延伸线。。

### 运营中线路
- 郑开城际铁路[5]
- 郑焦城际铁路[5]
- 郑机城际铁路（郑州至新郑国际机场）[5]

### 在建线路
- 郑焦城际铁路云台山支线[6]

### 近期规划[7]
- 郑洛城际铁路（南线）
- 郑新城际铁路
- 许平城际铁路
- 晋焦城际铁路（为郑太客运专线一段）

### 远期规划[7]
- 焦新城际铁路
- 焦洛城际铁路
- 洛平城际铁路
- 许漯城际铁路
- 郑洛城际铁路（北线）

## 地方铁路
河南省地方铁路建设始于1959年，至今共有线路约1260公里，占全国地方铁路总里程的四分之一，是中国最大的地方铁路系统，并可与国铁线路相连。河南地方铁路以货运为主，主要为距离国铁较远的矿区、工厂等提供铁路货物运输服务。不过也有部分线路提供客运服务，例如漯阜铁路即开行通达北京、上海、郑州等地的客运列车。
河南地方铁路线路如下：

### 准轨铁路
- 漯阜铁路
- 汤台铁路：1964年建成汤清铁路，起自汤阴站，终到清丰站，全长103公里
- 临告铁路
- 范辛铁路
- 禹亳铁路
- 平禹铁路
- 平舞铁路
- 漯舞铁路
- 永青铁路

### 窄轨铁路
- 朝杞铁路：西起登封市朝阳沟站，至杞县，全长168公里
- 方修铁路：北起方庄站，南至修武站，长18公里
- 明泌铁路：东起明港西站，至泌阳站，全长81公里
- 驻汝铁路/驻平铁路：从驻马店站经汝南至平舆站，全长60公里
- 竖扶铁路：南起禹郸线扶沟东站，北至朝杞线上的竖岗站，长44公里，是禹郸、朝杞两条窄轨之间的联络线
- 竖开铁路：北起朝杞线上的竖岗站，至开封县土柏岗站，全长45公里
- 南独铁路

### 规划线路
- 新开铁路（新密-开封）
- 新商铁路（新密-商丘）
- 禹亳铁路西延线（郏县-三门峡）

### 已废弃线路
- 禹郸铁路：西起禹州神垕站，东至周口市郸城县，全长235公里
- 淮周铁路：从禹郸线上的淮阳站出岔，终到周口站，全长29公里。
- 开柳铁路：南起开封市文庄站，北至黄河南岸柳园渡口，长19公里，主要运输黄河防汛石料和城建用砖
- 商芒铁路：起自商丘西站至永城市芒山镇，长92公里
- 济沁铁路：西起济源市克井煤矿二号井站，东至温县站，全长71公里。另有梨孟铁路支线，起自济沁线上的梨林站，至孟县站，全长23公里。
- 辉吴铁路：辉县市区至吴村煤矿。长36公里。
- 新长铁路：新乡卫滨区至长垣黄河大堤，长120公里，与封丘县至黄河大堤的线路相连。
- 新辉铁路：新乡卫滨区至辉县市区，长30公里，与辉吴铁路连接。
- 新原铁路：新乡卫滨区至原阳农机场，长30公里

## 铁路枢纽

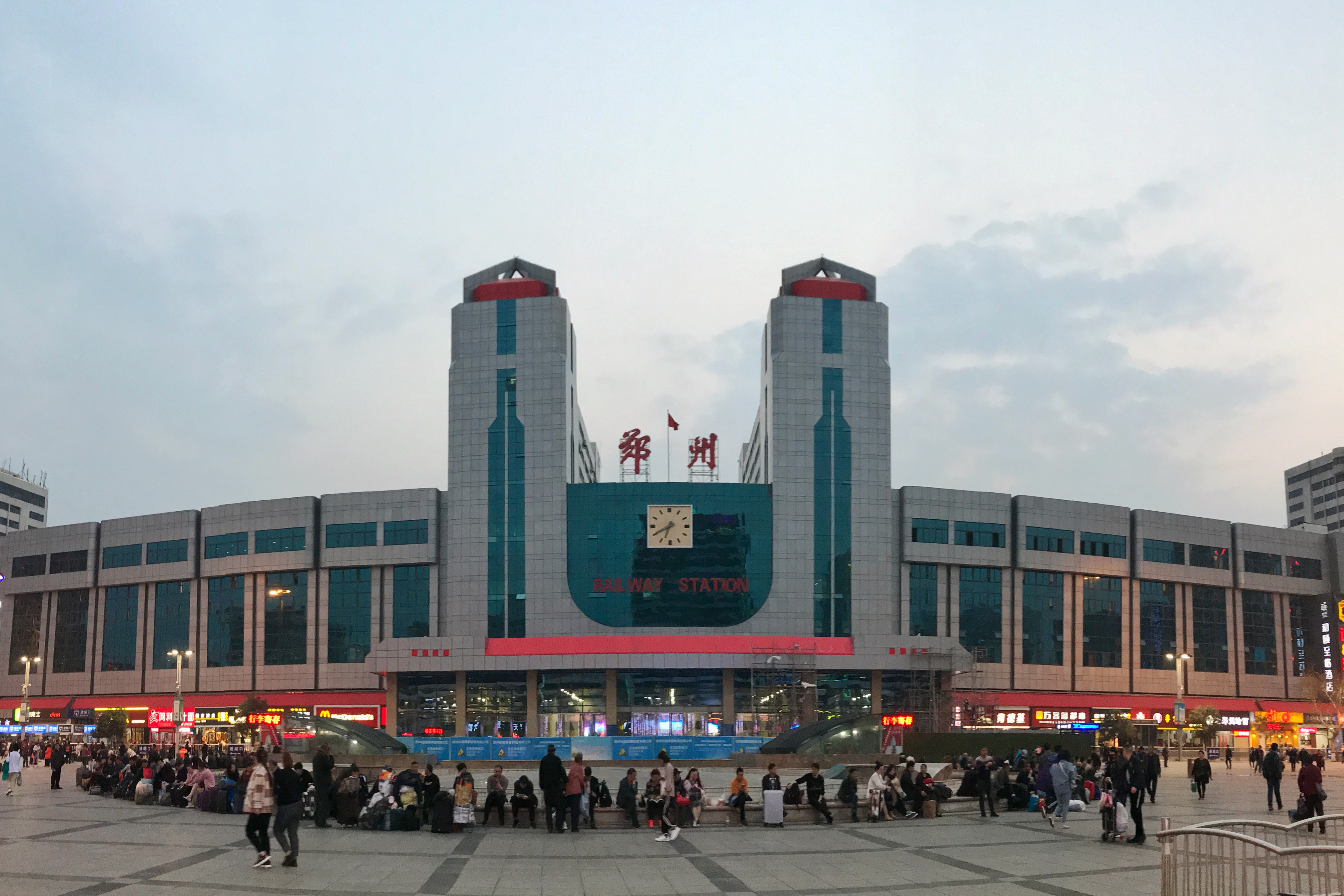
郑州站

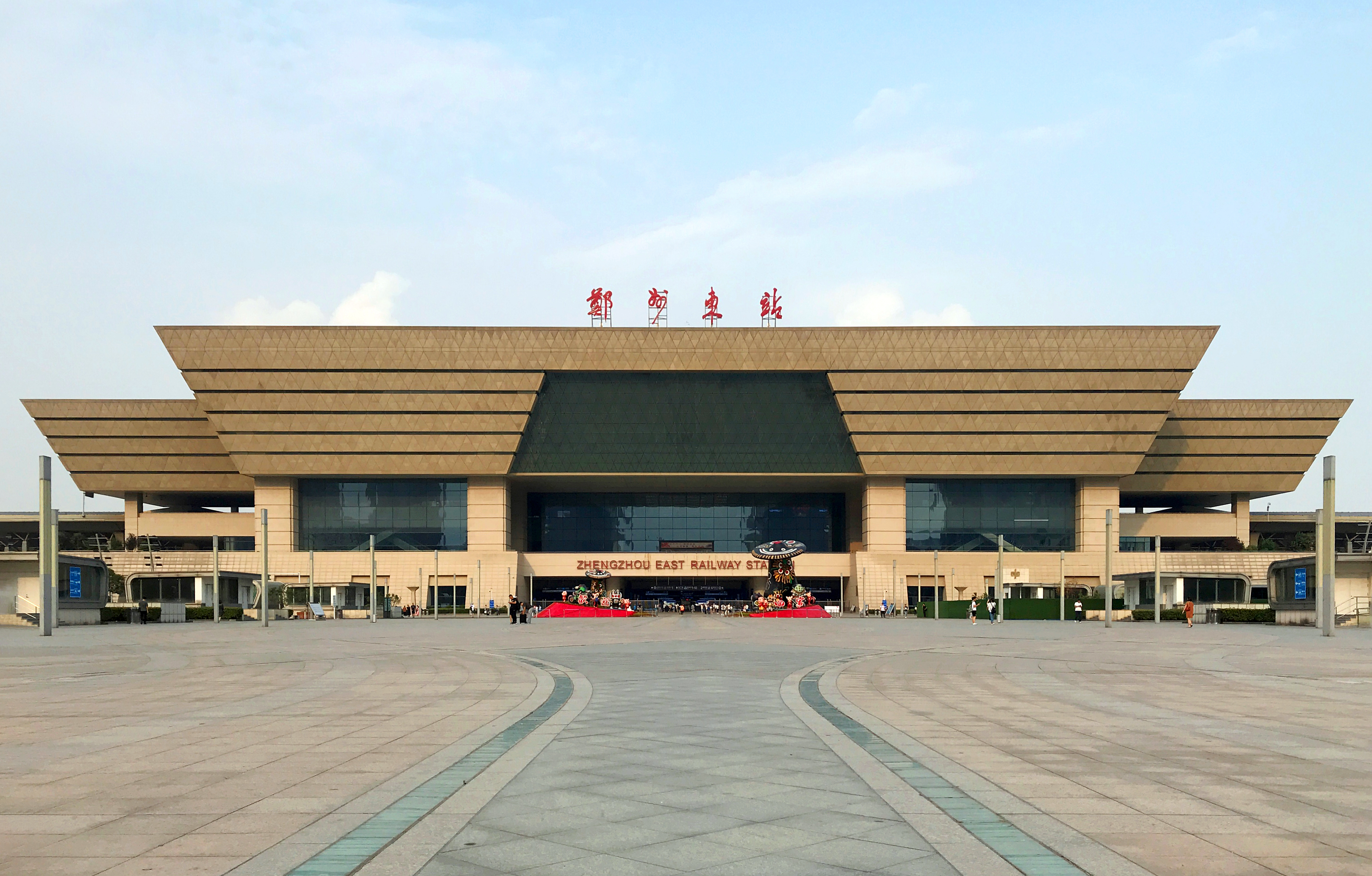
郑州东站

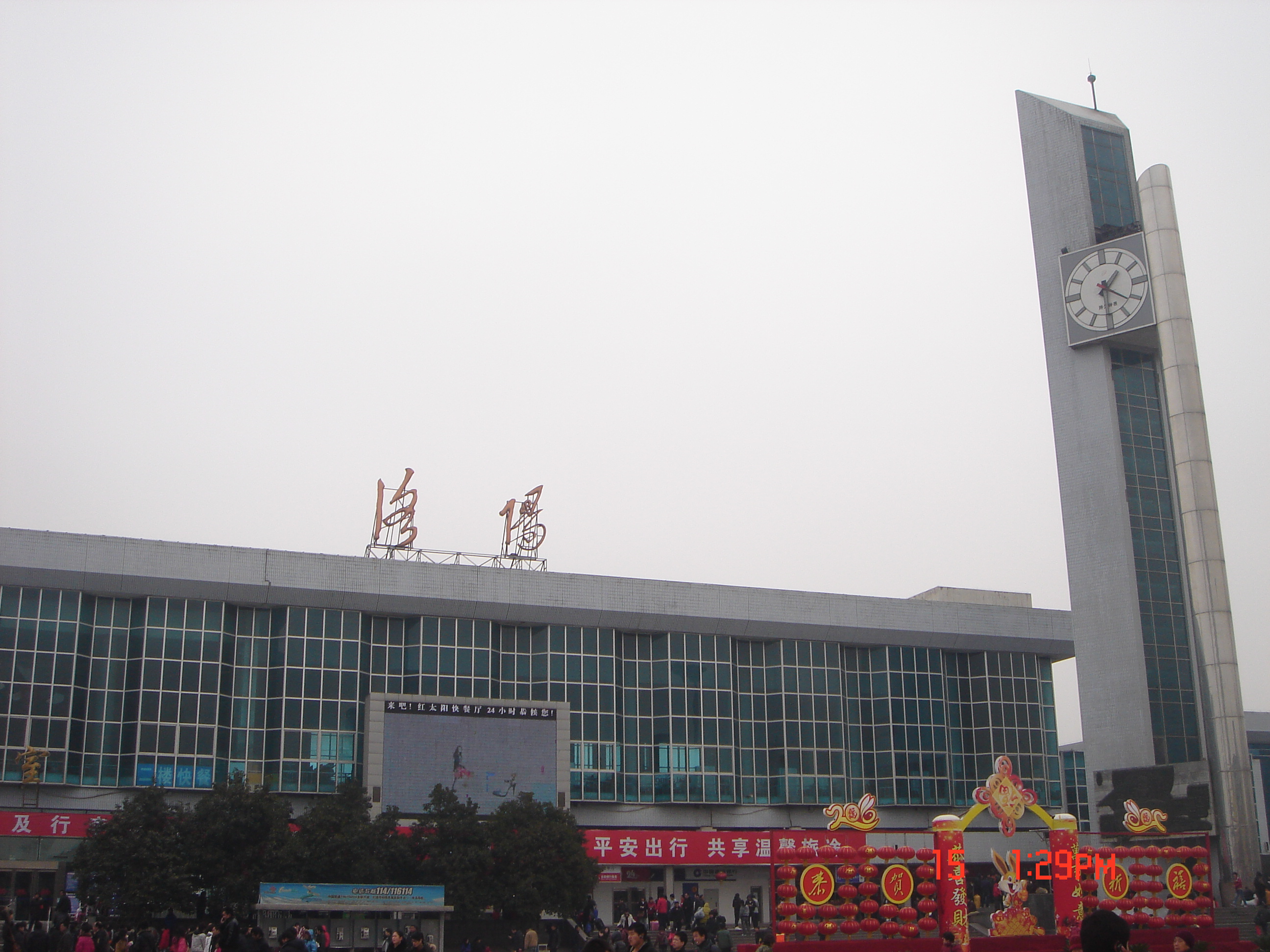
洛阳站

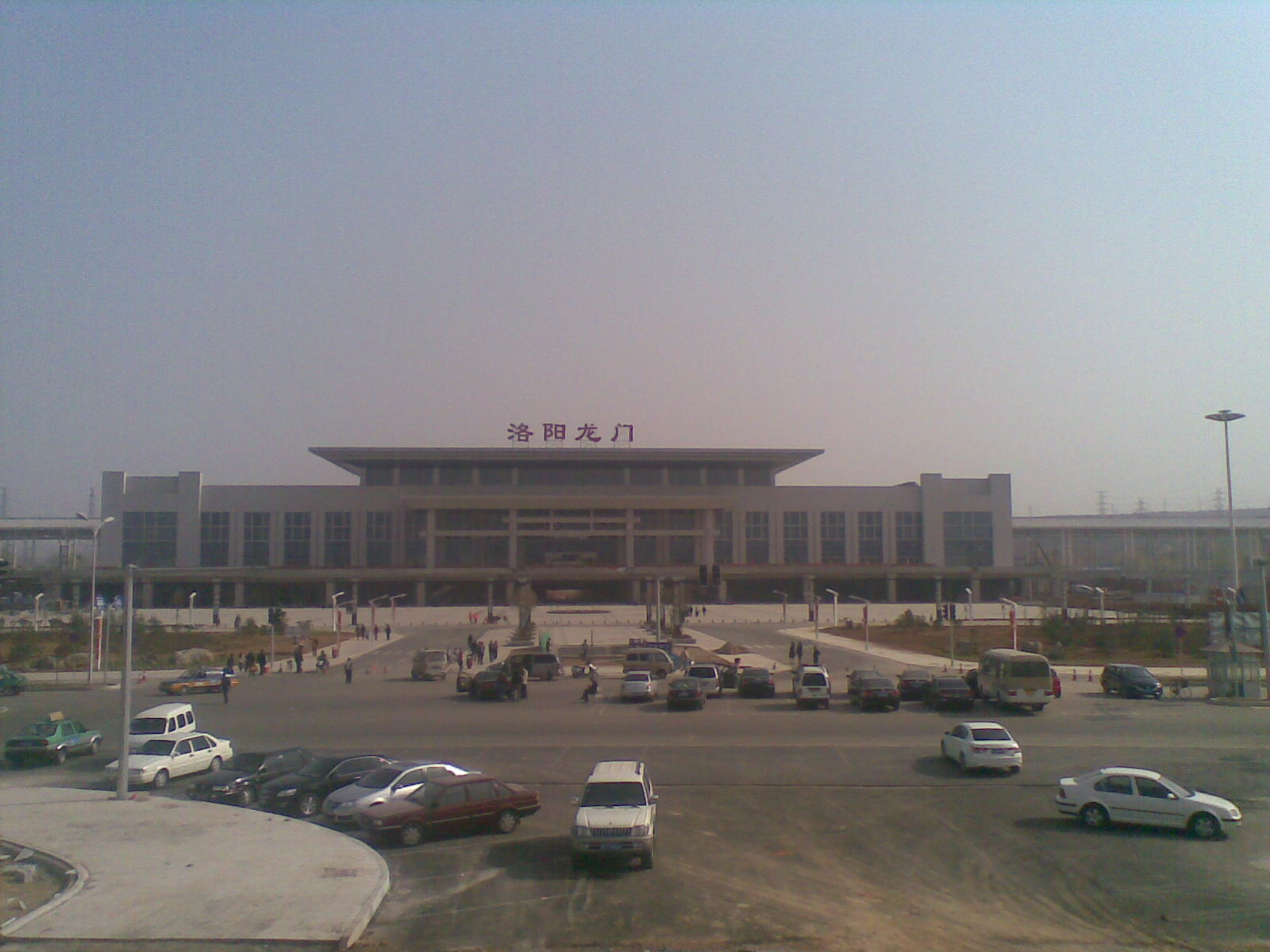
洛阳龙门站

郑州铁路枢纽位居中国八大铁路枢纽第四位，在全国铁路网中具有举足轻重的地位，也是河南最大的铁路枢纽。此外，洛阳、新乡、商丘、南阳、信阳、漯河等城市也有两条以上的铁路交汇。

## 运营机构
河南境内的国铁线路大部分由中国铁路郑州局集团运营，豫南的部分线路由中国铁路武汉局集团运营，此外中国铁路北京局集团管辖安阳市内的京广铁路柏庄站，中国铁路济南局集团管辖濮阳市内的京九铁路台前站，中国铁路上海局集团管辖商丘东部的陇海线杨集-虞城县段以及徐兰高铁永城北站，中国铁路西安局集团则管辖浩吉铁路河南段大部分区段（不含武汉局管辖的构林南站）。
地方铁路大部分由河南省地方铁路总公司（原河南省地方铁路局）的分局运营，另有部分线路由河南禹亳铁路发展有限公司、漯阜铁路有限责任公司、驻马店地方铁路指挥部等机构管辖。

## 相关机构
- 南车洛阳机车
- 河南省地方铁路公安局
- 中铁八局
- 郑州铁路运输中级法院
- 郑州铁路运输法院
- 洛阳铁路运输法院
- 郑州铁路公安局